# Nicolas Wright
Nicolas Wright (né le 23 mars 1982) est un acteur canadien. Il s'est produit sur scène, à la télévision et au cinéma. En 2004, il reçoit le prix de la « révélation la plus prometteuse » au Juste pour rire festival du film à Montréal pour son court métrage « Toutoufle ». Récemment, il est apparu dans le film de Mike Clattenburg en 2011 Afghan Luke. Il est apparu dans le film de 2016 Independence Day: Resurgence.

## Biographie
Nicolas a commencé sa carrière au cinéma en jouant le rôle principal dans le long métrage primé Hatley High (meilleur réalisateur/meilleur scénario, Aspen Comedy Festival, nomination du meilleur acteur, ACTRA Awards 2006). Peu de temps après, il a joué dans la mini-série BBC, Superstorm, avec Tom Sizemore et Nicola Stephenson. Il a également joué dans la mini-série à succès IFC, « The Festival », ainsi que dans sa suite dérivée « The Business », qui met en vedette Kathleen Robertson. Son travail dans la série lui a valu une autre nomination pour le meilleur acteur aux prix ACTRA 2007 ainsi qu'une nomination aux prix Gemini pour la « Meilleure performance d'ensemble dans une série comique ». En 2007, il a joué dans Wargames: The Dead Code de MGM, Girl's Best Friend de Lifetime aux côtés de Janeane Garofalo, ainsi que dans PHILMS Pictures' Prom Wars qui partage la vedette avec Raviv Ullman et Alia Shawkat. L'année suivante, il a joué dans le long métrage indépendant canadien The Wild Hunt, qui a été présenté en première au Festival international du film de Toronto où il a reçu le prix du « Meilleur premier long métrage canadien ». ". En 2009, il a joué dans la comédie de CBS aux heures de grande écoute, Accidentally On Purpose avec Jenna Elfman, Ashley Jensen, Grant Afficher et Jon Foster. La série a été nommée au Prix du public en 2009 pour la « Meilleure nouvelle comédie ». Plus tard cette année-là, il a joué dans le film Alliance Atlantis, "Afghan Luke" aux côtés de Nick Stahl. Le film a eu sa première nord-américaine au Festival du film de Toronto 2011. En 2012, il a joué dans Camera Shy, présenté en première au Festival international du film de Vancouver.
Wright écrit et réalise également ses propres projets. Son premier court métrage « Toutoufle » a reçu le « Prix spécial du jury » au Festival Juste pour rire Comedia. Depuis, il a développé des séries télévisées avec IFC et Comedy Central. Un film qu'il a produit, écrit et dans lequel il a joué (le court métrage de Mike Clattenburg Crackin' Down Hard) a reçu une mention honorable au Festival du film de Toronto 2012 et a également été sélectionné dans le cadre des dix meilleurs films du TIFF. Wright est apparu dans le long métrage réalisé par Columbia Pictures, Roland Emmerich, White House Down (2013).

## Nominations et récompenses
Nommé en 2003 pour le meilleur acteur au Cercle de la critique de Montréal pour son rôle principal dans une adaptation de Le Portrait de Dorian Gray, il a remporté une mention spéciale comme "le "nouveau venu le plus prometteur" au Festival Juste pour rire de Montréal 2004 pour son court métrage Toutoufe. En 2006, il a partagé une nomination pour la « Meilleure performance d'ensemble dans un programme ou une série comique » avec d'autres membres de la distribution de l'épisode « Check Please » de « The Business ».

## Filmographie sélective

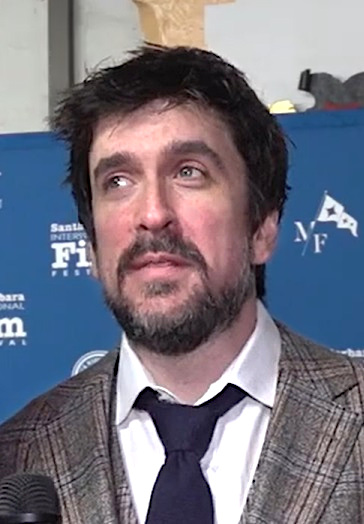
Wright en 2024

### Cinéma
- 2010 : Chasse infernale (The Wild Hunt) de Alexandre Franchi : King Argyle
- 2011 : Afghan Luke de Mike Clattenburg :
- 2013 : White House Down de Roland Emmerich : Donnie Donaldson, le guide
- 2016 : Independence Day: Resurgence de Roland Emmerich : Floyd Rosenberg

### Télévision
- 2006 - 2007 : The Business : Rufus Marquez
- 2006 : Superstorm (Superstorm) mini-série de Julian Simpson : Ralf DeWitt
- 2006 : Vengeance du passé (Circle of Friends) téléfilm de Stefan Pleszczynski : Rodney
- 2008 : Le Monstre des marais (Swamp Devil) téléfilm de David Winning : Jimmy
- 2009 - 2010 : Parents par accident (Accidentally on Purpose) : Davis
- 2014 : Manhattan Love Story : David Cooper
- 2014 - 2016 : Sensitive Skin (en) : Orlando Jackson